# Ballet Bolshoi
El Ballet Bolshói es una compañía de ballet clásico de renombre internacional con sede en el Teatro Bolshói de Moscú, Rusia. Fundado en 1776, el Bolshói es una de las compañías de ballet más antiguas del mundo. A principios del siglo XX, alcanzó relevancia internacional al convertirse Moscú en la capital de la Rusia soviética. El Bolshói ha sido reconocido como una de las principales compañías de ballet del mundo. Tiene una sucursal en la Escuela del Teatro de Ballet Bolshói de Joinville, Brasil.

## Historia

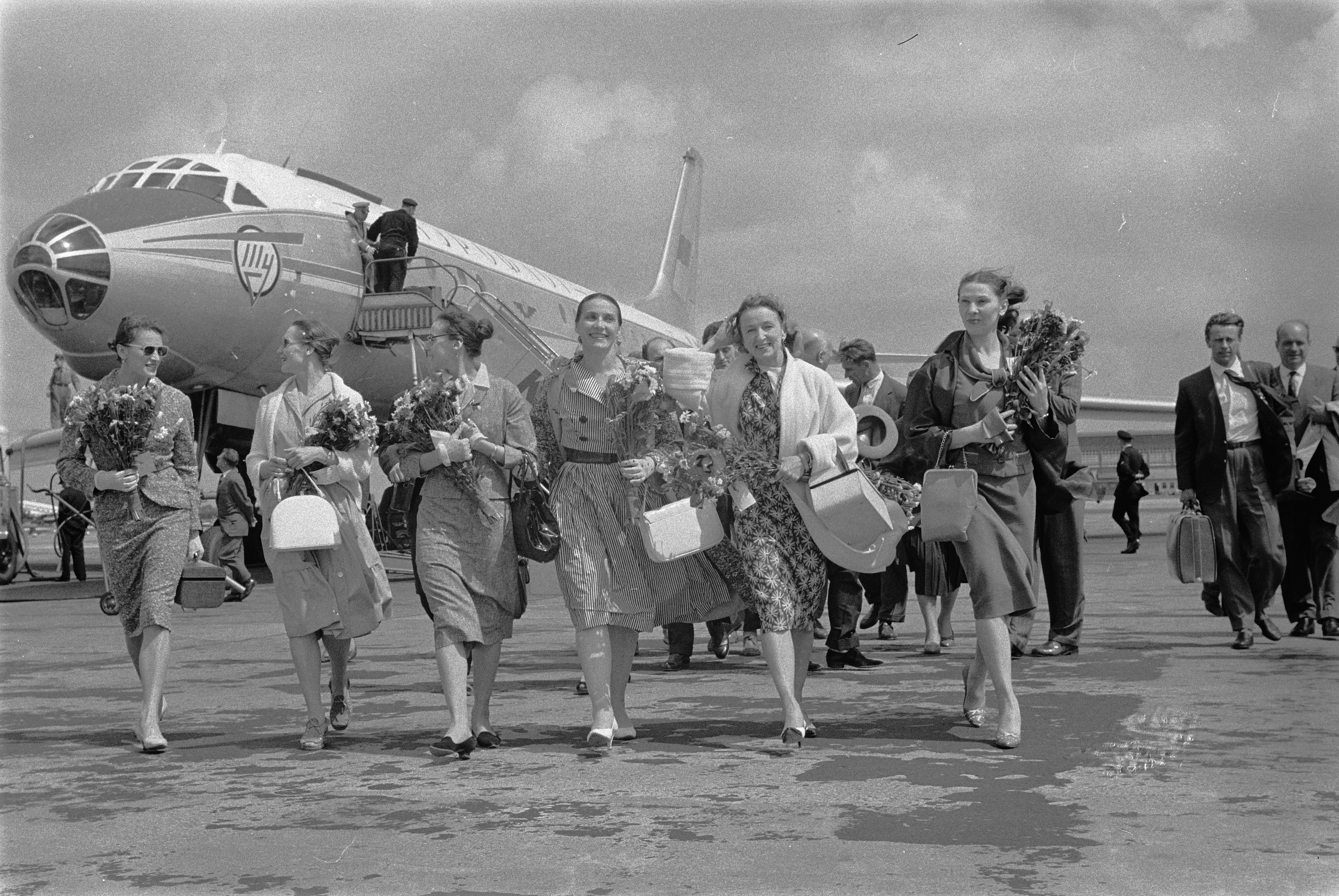
Solistas del Ballet Bolshói en el aeropuerto de Schiphol, 9 de junio de 1960.

La primera iteración del Ballet Bolshói se encuentra en la creación de una escuela de danza para un orfanato moscovita en 1773. En 1776, bailarines de la escuela fueron contratados por el príncipe Piotr Vasílievich Urúsov y el empresario teatral inglés Michael Maddox para formar parte de su nueva compañía teatral. Originalmente actuaban en locales de propiedad privada, pero más tarde adquirieron el Teatro Petrovski en la calle Petrovka (a la que da la fachada lateral del actual edificio del Teatro Bolshói), que, a consecuencia de los incendios y de la errática remodelación, se reconstruiría más tarde como el actual Teatro Bolshói. Aunque algunos bailarines invitados van y vienen de otras prestigiosas compañías de ballet, como el Mariinski y el American Ballet Theatre, la mayoría de los bailarines de la compañía son graduados de la Academia de Ballet Bolshói. En 1989, Michael Shannon fue el primer bailarín de ballet estadounidense que se graduó en esta Academia y entró a formar parte de la compañía del Ballet Bolshói.
A pesar de poner en escena muchos ballets famosos, luchó por competir con la reputación del Ballet Imperial Ruso, el actual Ballet Mariinski de San Petersburgo. No fue hasta el nombramiento de Aleksandr Gorski como maestro de ballet en 1900 cuando la compañía comenzó a desarrollar su propia identidad, con aclamadas producciones de ballets nuevos o reestrenados como Don Quijote (1900), Coppélia (1901), El lago de los cisnes (1901), La fille mal gardée (1903), Giselle (1911), Le Corsaire (1912) y La Bayadère (1917). 
La preferencia de los dirigentes soviéticos por los temas morales poco complicados en las artes quedó demostrada con el nombramiento de Yuri Grigoróvich como director en 1964. Grigoróvich ocupó su cargo hasta 1995, momento en el que una serie de directores, entre ellos Borís Akímov, Alexei Ratmansky, Yuri Burlaka y Serguéi Filin, aportaron a la compañía ideas más modernas sobre el espectáculo de danza.

## Repertorio
- A Hero of Our Time, Yuri Possokhov
- A Legend of Love, Yuri Grigoróvich
- Anna Karénina, John Neumeier
- Anyuta, Vladímir Vasíliev
- Apollo, George Balanchine
- Carmen Suite, Alberto Alonso
- Coppélia, Marius Petipa y Enrico Cecchetti
- Don Quixote, Marius Petipa y Aleksandr Gorski
- Études, Harald Lander
- Forgotten Land, Jiří Kylián
- Frank Bridge Variations, Hans van Manen
- Giselle, Jean Coralli y Jules Perrot; versión de Yuri Grigoróvich
- Iván el Terrible, Yuri Grigoróvich
- Jewels, George Balanchine
- La Bayadere, Marius Petipa; versión de Yuri Grigoróvich
- La Fille du pharaon, Pierre Lacotte
- La Fille mal gardée, Aleksandr Gorski; versión de Yuri Grigoróvich
- La Sylphide, August Bournonville; versión de Johan Kobborg
- La Dame aux camelias, John Neumeier
- Le Corsaire, Marius Petipa
- Nuréyev, Kiril Serébrennikov y Yuri Possokhov
- El cascanueces, Yuri Grigoróvich
- Ondine, Viacheslav Samodúrov
- Onegin, John Cranko
- Raymonda, Marius Petipa; versión de Yuri Grigoróvich
- Romeo and Juliet, Yuri Grigoróvich
- Romeo and Juliet, Alexei Ratmansky
- Russian Seasons, Alexei Ratmansky
- Short Time Together, Paul Lightfoot y Sol Leon
- Espartaco, Yuri Grigoróvich
- El lago de los cisnes, Marius Petipa; versión de Yuri Grigoróvich
- Symphony of Psalms, Jiří Kylián
- The Bright Stream, Alexei Ratmansky
- The Cage, Jerome Robbins
- The Flames of Paris, Vasili Vainonen, versión de Alexei Ratmansky
- The Golden Age, Yuri Grigoróvich
- La bella durmiente, Marius Petipa; versión de Yuri Grigoróvich
- Taming of the Shrew, Jean-Christophe Maillot

## Artistas célebres
- Galina Ulanova
- Marina Semyonova
- Olga Lepeshinskaya
- Mijaíl Mordkin
- Vasili Tijomírov
- Yekaterina Geltzer
- Asaf Messerer
- Maya Plisetskaya
- Pyotr Gusev
- Aleksey Yermolayev
- Nikolai Fadeyechev
- Maris Liepa
- Ekaterina Maximova
- Vladimir Vasiliev
- Natalia Bessmertnova
- Ludmila Semenyaka
- Nadezhda Pavlova
- Joy Womack
- Svetlana Adyrkhaeva
- Nina Timofeeva
- Irek Mukhamedov
- Alexander Godunov
- Nina Ananiashvili
- Dmitry Belogolovtsev
- Natalia Osipova
- Svetlana Lunkina
- Dmitry Gudanov
- Anna Antonicheva

## Estructura de la compañía
Hoy en día, el Ballet Bolshoi sigue siendo una de las compañías de ballet más importantes del mundo, además de una de las más grandes, con aproximadamente 220 bailarines. La palabra "bolshoi" significa "grande" o "grandioso" en ruso. La compañía funciona con un sistema jerárquico, similar al utilizado por otras importantes compañías de ballet europeas, en el que los bailarines más veteranos tienen el rango de principales y descienden en orden de importancia a través de solista principal, primer solista, solista y, por último, cuerpo de baile. Debido a su tamaño, la compañía cuenta con dos troupes de corps de ballet.
En 2000, el Ballet Bolshoi abrió su primera Academia de Ballet fuera de Rusia, en Joinville, Brasil.

## Estilo de actuación
El estilo de espectáculo del Ballet Bolshoi se identifica típicamente por ser colorista y audaz, combinando la técnica y el atletismo con la expresividad y la intensidad dramática. Este estilo se atribuye comúnmente a Alexander Gorsky. Históricamente ha existido una feroz rivalidad con la Compañía de Ballet del Patrimonio de San Petersburgo, el Mariinsky. Ambas han desarrollado estilos de espectáculo muy diferentes: el Bolshoi tiene un enfoque más colorista y audaz, mientras que el Mariinsky se asocia con un clasicismo más puro y refinado.

## Bailarines

### Bailarines principales
Fuente:
- Maria Alexandrova
- Maria Allash
- Nina Kaptsova
- Alena Kovaleva
- Ekaterina Krysanova
- Anna Nikulina
- Evgenia Obraztsova
- Yekaterina Shipulina
- Anastasia Stashkevich
- Yulia Stepanova
- Svetlana Zakharova
- Artemy Belyakov
- Semyon Chudin
- Egor Gerashchenko
- Vladislav Lantratov
- Mikhail Lobukhin
- Vyacheslav Lopatin
- Artem Ovcharenko
- Denis Rodkin
- Igor Tsvirko
- Ruslan Skvortsov
- Alexander Volchkov

### Cuerpo de baile
El Ballet Bolshoi cuenta con dos compañías de cuerpos de baile, con aproximadamente 169 bailarines en total.

## Controversias
En 2013, la bailarina Anastasia Volochkova afirmó que las bailarinas eran obligadas a acostarse con mecenas adinerados: "Ocurría principalmente con el cuerpo de [sic] ballet, pero también con las solistas. [...] En repetidas ocasiones recibí proposiciones para compartir la cama de oligarcas". La bailarina estadounidense Joy Womack se hizo eco de esta preocupación cuando abandonó la compañía después de que le dijeran que, para conseguir papeles de solista, debía pagar 10.000 dólares o "iniciar una relación con un patrocinador".
En enero de 2013, un ataque con ácido sulfúrico contra el director artístico Sergei Filin volvió a sumir a la compañía en el escándalo. El bailarín del Bolshoi Pavel Dmitrichenko fue declarado culpable de organizar el ataque y condenado a seis años de prisión. Entre los motivos del ataque se incluye la corrupción dentro de la compañía.
En 2014, la bailarina de ballet Olga Demina, de 25 años, desapareció misteriosamente. En septiembre de 2020, los investigadores rusos anunciaron que creían que Demina podría haber sido asesinada en un complot de chantaje por Malkhaz Dzhavoev, con quien salía y supuestamente era su "mánager".
En julio de 2017, el Teatro Bolshoi canceló el estreno de un ballet sobre el bailarín soviético Rudolf Nureyev. El director general afirmó que se debió a la mala calidad del baile; sin embargo, la bailarina principal Maria Alexandrova afirmó que era la primera señal de una "nueva era" de censura debido a la homosexualidad de Nureyev. Era la primera vez que un programa se presentaba de esa manera desde el colapso de la Unión Soviética, lo que generó rumores sobre la motivación detrás de la medida.